# Extreme Rules (2018)
Extreme Rules (2018) foi um evento de luta livre profissional produzido pela WWE e transmitido em formato pay-per-view e pelo WWE Network que ocorreu em 15 de julho de 2018 no PPG Paints Arena na cidade de Pittsburgh, Pensilvânia e que contou com a participação dos lutadores dos programas Raw e SmackDown. Este foi o décimo evento da cronologia do Extreme Rules.
O card conteve doze lutas, incluindo duas no pré-show. No evento principal, Dolph Ziggler reteve o Campeonato Intercontinental em uma luta Iron Man contra Seth Rollins, que entrou em morte súbita. Essa foi a primeira vez que um combate pelo Campeonato Intercontinental foi evento principal de um pay-per-view da WWE desde o Backlash em 2001. Na penúltima luta, AJ Styles reteve o Campeonato da WWE contra Rusev. Nas lutas preliminares, Alexa Bliss reteve o Campeonato Feminino do Raw contra Nia Jax em uma luta Extreme Rules, Bobby Lashley derrotou Roman Reigns e Shinsuke Nakamura derrotou Jeff Hardy pelo Campeonato dos Estados Unidos.

## Antes do evento
Extreme Rules teve combates de luta livre profissional de diferentes lutadores com rivalidades e histórias pré-determinadas que se desenvolveram no Raw e SmackDown Live — programas de televisão da WWE. Os lutadores interpretaram um vilão ou um mocinho seguindo uma série de eventos para gerar tensão, culminando em várias lutas.
No Money in the Bank, Alexa Bliss venceu a luta Money in the Bank feminina. Mais tarde naquela noite, ela interrompeu a luta pelo Campeonato Feminino do Raw entre Ronda Rousey e a campeã Nia Jax, descontando seu contrato do Money in the Bank na última e vencendo o título. Na noite seguinte no Raw, Jax invocou sua cláusula de revanche pelo título para o Extreme Rules. Rousey também foi suspensa por 30 dias após atacar o gerente geral do Raw, Kurt Angle, que estava tentando evitar uma briga entre Rousey e Bliss. No episódio de 2 de julho do Raw, a luta no Extreme Rules virou uma luta Extreme Rules.
Também no Money in the Bank, AJ Styles reteve o Campeonato da WWE após derrotar Shinsuke Nakamura em uma luta Last Man Standing. No episódio seguinte do SmackDown, Rusev venceu uma luta gauntlet também envolvendo The Miz, Daniel Bryan, Samoa Joe e Big E para conquistar uma oportunidade pelo título no Extreme Rules.
Antes da luta gauntlet, Daniel Bryan teve um estranhamento com os campeões de duplas do SmackDown, The Bludgeon Brothers (Harper e Rowan). Durante o combate, The Bludgeon Brothers atacou Bryan, juntamente com Miz para eliminar Bryan. Em 26 de junho no episódio do SmackDown, Kane retornou para salvar Bryan de um ataque após um combate dos Bludgeon Brothers, reunindo o Team Hell No. A gerente geral do SmackDown, Paige, em seguida, marcou uma luta entre o Team Hell No e The Bludgeon Brothers pelo título de duplas para o Extreme Rules.
No episódio de 4 de junho do Raw, The B-Team (Bo Dallas e Curtis Axel) venceu uma battle royal de duplas para conquistarem o direito de enfrentarem Matt Hardy e Bray Wyatt pelo Campeonato de Duplas do Raw após eliminar por último Heath Slater e Rhyno. No episódio de 25 de junho do Raw, Axel derrotou Hardy e a luta de duplas pelo título foi marcada para o Extreme Rules.
No Money in the Bank, Carmella reteve o Campeonato Feminino do SmackDown após derrotar Asuka com a ajuda do retornante James Ellsworth. No episódio seguinte do SmackDown, Carmella atacou Asuka depois de uma distração de Ellsworth. No episódio de 26 de junho do SmackDown, a gerente geral, Paige, marcou uma revanche para o Extreme Rules.
No episódio de 18 de junho do Raw, Dolph Ziggler derrotou Seth Rollins para conquistar o seu sexto Campeonato Intercontinental, depois de Drew McIntyre distrair Rollins. Na semana seguinte, Rollins venceu uma revanche pelo título por desqualificação, após McIntyre interferir em favor de Ziggler. Em 2 de julho, uma luta Iron Man de 30 minutos entre os dois foi marcada para o Extreme Rules.
Na edição de 18 de junho do Raw, o gerente geral, Kurt Angle, marcou uma luta multi-man para o Extreme Rules, com o vencedor enfrentando Brock Lesnar pelo Campeonato Universal. Roman Reigns, alegando ser o "campeão não anunciado" devido ao final controverso de seu combate com Lesnar pelo título no Greatest Royal Rumble, e Bobby Lashley, alegando ser a única pessoa que poderia legitimamente coincidir com Lesnar, foram os dois primeiros participantes confirmados para o combate. Na semana seguinte, no entanto, a luta foi cancelada devido a disputas contratuais com Lesnar. Reigns e Lashley queriam se enfrentar, mas Angle fez com que eles se unissem contra The Revival (Scott Dawson e Dash Wilder). Reigns e Lashley foram derrotados e em uma revanche na semana seguinte, Reigns se recusou a fazer o tag com Lashley, fazendo o último abandonar Reigns em um ataque pós-combate do Revival. Uma luta entre Lashley e Reigns foi marcada para o Extreme Rules.

## Resultados
| Nº                                          | Resultados | Estipulações | Tempo |
| ------------------------------------------- | --- | --- | ----- |
| Pré- show                                   | Andrade "Cien" Almas (com Zelina Vega) derrotou Sin Cara                                                         | Luta individual | 7:00  |
| Pré- show                                   | Sanity (Eric Young, Alexander Wolfe e Killian Dain) derrotaram The New Day (Kofi Kingston, Big E e Xavier Woods) | Luta de mesas | 8:00  |
| 1                                           | The B-Team (Bo Dallas e Curtis Axel) derrotaram Matt Hardy e Bray Wyatt (c)                                      | Luta de duplas pelo Campeonato de Duplas do Raw                                                                            | 8:00  |
| 2                                           | Finn Bálor derrotou Baron Corbin                                                                                 | Luta individual | 8:20  |
| 3                                           | Carmella (c) derrotou Asuka                                                                                      | Luta individual pelo Campeonato Feminino do SmackDown com James Ellsworth suspenso acima do ringue em uma jaula de tubarão | 5:25  |
| 4                                           | Shinsuke Nakamura derrotou Jeff Hardy (c)                                                                        | Luta individual pelo Campeonato dos Estados Unidos da WWE                                                                  | 0:06  |
| 5                                           | Kevin Owens derrotou Braun Strowman                                                                              | Luta em uma jaula de aço                                                                                                   | 8:05  |
| 6                                           | The Bludgeon Brothers (Harper e Rowan) (c) derrotaram Team Hell No (Daniel Bryan e Kane)                         | Luta de duplas pelo Campeonato de Duplas do SmackDown                                                                      | 8:20  |
| 7                                           | Bobby Lashley derrotou Roman Reigns                                                                              | Luta individual | 14:50 |
| 8                                           | Alexa Bliss (c) (com Mickie James) derrotou Nia Jax (com Natalya)                                                | Luta Extreme Rules pelo Campeonato Feminino do Raw                                                                         | 7:30  |
| 9                                           | AJ Styles (c) derrotou Rusev (com Aiden English)                                                                 | Luta individual pelo Campeonato da WWE                                                                                     | 15:35 |
| 10                                          | Dolph Ziggler (c) (com Drew McIntyre) derrotou Seth Rollins por 5-4 em uma morte súbita                          | Luta Iron Man de 30 minutos pelo Campeonato Intercontinental da WWE                                                        | 30:10 |
| (c) – Refere-se aos campeões antes da luta. | | |       |

- WWE Extreme Rules
- Lista de eventos pay-per-view da WWE